# 카를로스 움베르토 로메로
카를로스 움베르토 로메로(스페인어: Carlos Humberto Romero, 1924년 2월 29일 ~ 2017년 2월 27일)는 1977년부터 1979년까지 엘살바도르의 대통령으로 재임한 인물이다. 군인 출신 정치가로, 1977년 집권하여 반공독재체제를 구축하였으나 2년 만에 좌경쿠데타로 실각했다. 본명은 카를로스 움베르토 로메로 메나(스페인어: Carlos Humberto Romero Mena)이다.
찰라테낭고에서 호세 마리아 로메로와 빅토리아 메나의 아들로 태어났다. 글로리아 게레로와 결혼하여 네 명의 아들을 두고 있다.
1972년 부정선거로 당선된 아르투로 A. 몰리나 정부 하에서 CONDECA의 대표로 일하였다.
1977년 대선에서 당선되었다. 이 대선에서 많은 부정이 있었다는 의혹이 있다.
군사정부는 수많은 가톨릭 신자들, 농민들, 노동자들을 무자비하게 살해하거나 투옥했다. 그리고 반공을 기세로 좌익을 탄압했다.
하지만 결국 좌익의 반감을 사게 되고 끝내 좌경 쿠데타로 실각한다.
그는 곧바로 엘살바도르를 탈출하여 과테말라로 망명, 그곳에서 거주했다.

## 참조
1. ↑  “쿠데타 하룻만에 極左派 武裝투쟁선언 엘살바도르 內戰상태”. 동아일보. 1979년 10월 17일.